# バック・アット・ザ・バーンヤード
バック・アット・ザ・バーンヤード（Back at the barnyard）は、2006年のCGアニメ映画「バーンヤード/モーモー牧場は大騒ぎ!?」に基づいたアメリカ合衆国のテレビアニメ、オメーション・アニメーション・スタジオとニコロデオン・アニメーション・スタジオによる共同製作。「バーンヤード ザ・シリーズ（Barnyard: The Series）」としても知られている。アメリカではニコロデオンで2007年9月29日から2010年9月18日まで放送した後、残りのエピソードを2011年9月12日から11月12日までニックトゥーンズで放送した。日本ではdTVチャンネルとHuluのニコロデオン・ジャパンで英語音声のまま配信された。

## キャラクター
オーティス
声 - クリス・ハードウィック
本作の主人公。種はホルスタインウシ。
自称リーダーだが、リーダーの役割は無意味。ひどいパーティー狂で、農家が席を開ければパーティーをする。ガールフレンドとしてアビー （テレビ版） / 妻にはデイジー（劇場版）がいる。自分勝手な性格で、やや不良に見えるが、暖かい内面も持ち合わせており、真剣な時は真剣で不意を見ると我慢できない。
両親は亡くなっている。劇場版で養父のベンが出てくるが、ダグを含むコヨーテたちとの死闘により死亡。
アビー
声 - リー・アリン・ベイカー
テレビ版のオリジナルキャラクターであり、オーティスのガールフレンド。ヒーローが大好き。何をしても、いつも情熱的に参加して文句を言わない。
ピップ
声 - ジェフリー・ガルシア
ネズミ。オーティスの仲間にして、男に大好きな恐ろしい性格。オーティスのようにパーティーで遊ぶのが好きになった。
ノリーン・ノラ・ビーディー
声 - マリア・バンフォード
農場の所有者の隣に住んでいる中年の女性。
ファーマー・バイヤー
声 - フレッド・タタショア
スノッティー・ボーイ・ビーディー
声 - スティーブ・オーデカーク
オーティスたちを悩ませる。
ナーサニール・ナーサン・ビーディー三世
声 - スティーブ・オーデカーク
ピッグ
声 - ティーノ・インサーナ
ブタ。食べるのをとても明らかになり、その量も途方もない。泥湯で炒めるのが好き。
フレディ
声 - カム・クラーク
ペック
声 - ロブ・ポールセン
デューク
声 - ドム・イレラ
ベッシー
声 - ワンダ・サイクス
何事にも文句を言うウシ。アビーの仲間。
オーティスがパーティー狂である狂人を真剣に考えている。無愛想な性格だが、それなりに仲間の世話を焼くこともある。
オーティスを子供っぽいとバカにし、侮辱する。ピップが片思いだが本人は良くない方。

## エピソードリスト

### 映画 (2006年)
| 邦題                                                                                                  | 原題     | 劇場公開日   | 放送日                                                    |
| --- | -------- | ------------ | --------------------------------------------------------- |
| バーンヤード モーモー牧場は大騒ぎ!?（WOWOW版） バーンヤード 牧場は大パニック!（スター・チャンネル版） | Barnyard | 2006年8月4日 | 2009年3月12日（WOWOW） 2009年2月1日（スター・チャンネル） |
| ノート：日本では日本語字幕版で放送され、dTV・Apple TV・Amazon Prime Videoでも配信されている。         |          |              |                                                           |

### シーズン1 (2007年 - 2009年)
| 話数         | サブタイトル                                             | 放送日                     |
| ------------ | -------------------------------------------------------- | -------------------------- |
| 第1話        | The Good, the Bad and the SnottyEscape from the Barnyard | 2007年9月29日              |
| 第2話        | Cowman and RatboyCow's Best Friend                       | 2007年10月6日              |
| 第3話        | Chez PigThe Right Cow                                    | 2007年10月13日             |
| 第4話        | Saving Mrs. BeadyThe Farmer Takes a Woman                | 2007年10月20日             |
| 第5話        | Hypno-A-Go-GoFowl Play                                   | 2007年11月24日             |
| 第6話        | Barnyard GamesWar of the Pranks                          | 2008年1月19日              |
| 第7話        | Lights! Camera! Moo!Animal Farmers                       | 2008年2月2日               |
| 第8話        | Raging CowThe Great Sheep Escape                         | 2008年2月16日              |
| 第9話        | The Big Barnyard BroadcastDead Cow Walking               | 2008年3月15日              |
| 第10話       | Otis SeasonCows' Night Out                               | 2008年3月29日              |
| 第11話       | Big Top BarnyardPigmalion                                | 2008年4月12日              |
| 第12話       | A Barn Day's NightMeet the Ferrets                       | 2008年4月26日              |
| 第13話       | A Tale of Two SnottysSnotty's New Pet                    | 2008年5月10日              |
| 第14話       | Home Sweet HoleOtis' Mom                                 | 2008年5月24日              |
| 第15話       | Club OtisThe Chronicles of Barnia                        | 2008年6月7日               |
| 第16話       | Barnyard IdolThe Haunting                                | 2008年7月21日2008年7月22日 |
| 第17話       | Brave UddersOtis' 11                                     | 2008年7月23日2008年7月24日 |
| 第18話       | Pecky SuaveOtis vs. Bigfoot                              | 2008年7月25日2008年9月22日 |
| 第19話       | Top CowSchool of Otis                                    | 2008年9月23日2008年9月24日 |
| 第20話       | Otis for MayorDummy and Dummier                          | 2008年9月25日2008年9月26日 |
| 第21話       | Some Like It Snotty                                      | 2008年10月24日             |
| 第22話第23話 | Cowman: The Uddered Avenger                              | 2008年11月28日             |
| 第24話       | Pig AmokThe Sun Cow                                      | 2009年1月20日2009年1月21日 |
| 第25話       | DoggelgangerSave the Clams                               | 2009年1月22日2009年1月23日 |
| 第26話       | CowdyshackAdventures in Snotty Sitting                   | 2009年2月23日2009年2月24日 |

### シーズン2 (2009年 - 2011年)
| 話数   | サブタイトル                                    | 放送日                                         |
| ------ | ----------------------------------------------- | ---------------------------------------------- |
| 第27話 | Wild Mike's Dance PartyBuyers Beware            | 2009年2月25日2009年2月26日                     |
| 第28話 | Anchor CowAbby and Veronica                     | 2009年2月27日2009年5月18日                     |
| 第29話 | Bling My BarnUdderado                           | 2009年5月19日2009年5月20日                     |
| 第30話 | CupigHappy Animal Fun Time                      | 2009年5月21日2009年5月22日                     |
| 第31話 | Dream BirthdayLord of the Beavers               | 2009年6月29日2009年6月30日                     |
| 第32話 | Little OtisKids in the City                     | 2009年7月1日2009年7月2日                       |
| 第33話 | Snotty and SnottierPaging Dr. Filly             | 2009年7月3日2011年11月5日 （ニックトゥーンズ） |
| 第34話 | Barnyards and BroomsticksThe Barn Buddy         | 2009年10月5日                                  |
| 第35話 | Iron OtisToo Good to be Glue                    | 2009年10月6日                                  |
| 第36話 | Everett's TreasureKing Cud                      | 2009年10月7日                                  |
| 第37話 | Free SchmoozyMan's Best Fiend                   | 2009年10月8日                                  |
| 第38話 | FumblebumsEndangered Liaisons                   | 2009年10月9日                                  |
| 第39話 | Back at the Booyard                             | 2009年10月25日                                 |
| 第40話 | Mr. WiggleplixChain Gang                        | 2009年11月14日                                 |
| 第41話 | It's an Udderful Life                           | 2009年12月5日                                  |
| 第42話 | Get BessyA Beautiful Freddy                     | 2010年1月2日                                   |
| 第43話 | RoboPeckArcade of Doom                          | 2010年1月16日                                  |
| 第44話 | Puppy LoveRodeotis                              | 2010年2月6日                                   |
| 第45話 | A Catfish Called EddieBeady and the Beasts      | 2010年6月19日                                  |
| 第46話 | Mission: Save BigfootMrs. Beady Takes a Holiday | 2010年9月11日                                  |
| 第47話 | ClonedemoniumHickory Dickory Donkey             | 2010年9月18日                                  |
| 第48話 | Treasure Hunt                                   | 2011年9月12日 （ニックトゥーンズ）             |
| 第49話 | Clown and OutClan of the Cave Cow               | 2011年9月19日 （ニックトゥーンズ）             |
| 第50話 | Four Leaf OtisCop Cow                           | 2011年9月26日 （ニックトゥーンズ）             |
| 第51話 | Plucky and MePig of the Mole People             | 2011年10月3日 （ニックトゥーンズ）             |
| 第52話 | Aliens!!!                                       | 2011年11月12日 （ニックトゥーンズ）            |